# Vela nos Jogos Olímpicos de Verão de 1956 - 5.5 Metre
As provas da classe 5.5 Metre da vela nos Jogos Olímpicos de Verão de 1956 ocorreram entre 26 de novembro e 5 de dezembro daquele ano na Baía de Port Phillip, no sul de Vitória, na Austrália. O programa compunha sete regatas. Para esta classe, houve 33 velejadores de 10 nações inscritas.

## Medalhistas
O trio sueco Lars Thörn, Hjalmar Karlsson e Sture Stork finalizou a competição em primeiro lugar e conquistou a medalha de ouro. A prata firmou-se com os britânicos Robert Perry, David Bowker, John Dillon e Neil Kennedy-Cochran-Patrick. Por fim, a medalha de bronze ficou com Jock Sturrock, Douglas Buxton e Devereaux Mytton, da Austrália.
|  | SWE Suécia                              |  | GBR Grã-Bretanha                                                   |  | AUS Austrália                                 |
|  | Lars Thörn Hjalmar Karlsson Sture Stork |  | Robert Perry David Bowker John Dillon Neil Kennedy-Cochran-Patrick |  | Jock Sturrock Douglas Buxton Devereaux Mytton |

## Resultados
Estes foram os resultados da competição:
| Pos.              | Tripulação                                                                 | Embarcação  | Regata I | Regata I | Regata II | Regata II | Regata III | Regata III | Regata IV | Regata IV | Regata V | Regata V | Regata VI | Regata VI | Regata VII | Regata VII | Total de pontos | Total -1 |
| Pos.              | Tripulação                                                                 | Embarcação  | Pos.     | Pts.     | Pos.      | Pts.      | Pos.       | Pts.       | Pos.      | Pts.      | Pos.     | Pts.     | Pos.      | Pts.      | Pos.       | Pts.       | Total de pontos | Total -1 |
| ----------------- | -------------------------------------------------------------------------- | ----------- | -------- | -------- | --------- | --------- | ---------- | ---------- | --------- | --------- | -------- | -------- | --------- | --------- | ---------- | ---------- | --------------- | -------- |
| Medalha de ouro   | SWE Lars Thörn Hjalmar Karlsson Sture Stork                                | Rush V.     | 5        | 402      | 1         | 1101      | 1          | 1101       | 3         | 624       | 2        | 800      | 1         | 1101      | 2          | 800        | 5929            | 5527     |
| Medalha de prata  | GBR Robert Perry David Bowker John Dillon Neil Kennedy-Cochran-Patrick     | Vision      | 3        | 624      | 2         | 800       | 7          | 256        | 1         | 1101      | 4        | 499      | 5         | 402       | 3          | 624        | 4306            | 4050     |
| Medalha de bronze | AUS Jock Sturrock Douglas Buxton Devereaux Mytton                          | Buraddoo    | 4        | 499      | 4         | 499       | 2          | 800        | 4         | 499       | 1        | 1101     | 3         | 624       | 4          | 499        | 4521            | 4022     |
| 4                 | USA Andy Schoettle Victor Sheronas John Bryant Robert Stinson              | Rush IV.    | 2        | 800      | 3         | 624       | 3          | 624        | 2         | 800       | 6        | 323      | 2         | 800       | 8          | 198        | 4169            | 3971     |
| 5                 | NOR Peder Lunde Odd Harsheim Halfdan Ditlev-Simonsen Jr.                   | Viking      | 1        | 1101     | 7         | 256       | 6          | 323        | 5         | 402       | 3        | 624      | 8         | 198       | 1          | 1101       | 4005            | 3807     |
| 6                 | FRA Albert Cadot Jean-Jacques Herbulot Dominique Perroud                   | Gilliatt V. | 10       | 101      | 6         | 323       | DSQ        | 0          | 8         | 198       | 7        | 256      | 4         | 499       | 5          | 402        | 1779            | 1779     |
| 7                 | ITA Massimo Oberti Antonio Carattino Carlo Maria Spirito Antonio Cosentino | Twins VIII. | 9        | 147      | 5         | 402       | 5          | 402        | 6         | 323       | 9        | 147      | 7         | 256       | DNF        | 0          | 1677            | 1677     |
| 8                 | URS Konstantin Alexandrov Konstantin Melgounov Lev Alexeev                 | Druzhba     | 7        | 256      | 9         | 147       | 9          | 147        | DNF       | 0         | 5        | 402      | 6         | 323       | 6          | 323        | 1598            | 1598     |
| 9                 | RSA Leslie Noel Horsfield Denis Hegarty Geoffrey Vivian Myburgh            | Yeoman V.   | 6        | 323      | 8         | 198       | 4          | 499        | DNF       | 0         | 8        | 198      | 10        | 101       | 7          | 256        | 1575            | 1575     |
| 10                | EUA Hans Johann Georg Lubinus Adolf Stein Ludwig Bielenberg                | Tilly       | 8        | 198      | 10        | 101       | 8          | 198        | 7         | 256       | 10       | 101      | 9         | 147       | 9          | 147        | 1148            | 1047     |

### Classificação diária

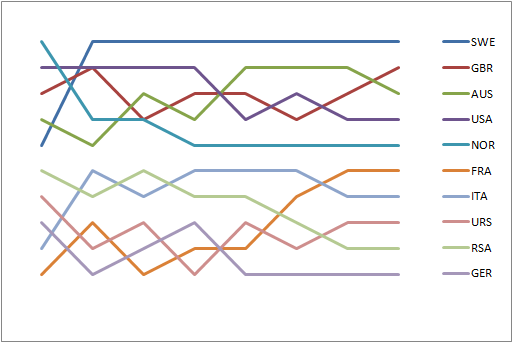
Gráfico mostrando a classificação diária na classe.